# Caryosporella rhizophorae
Caryosporella rhizophorae är en svampart som beskrevs av Kohlm. 1985. Caryosporella rhizophorae ingår i släktet Caryosporella och familjen Melanommataceae.   Inga underarter finns listade i Catalogue of Life.